# Amandine Malabul
 (avril 2020).
- Si vous ne connaissez pas le sujet, laissez ce bandeau (vous pouvez alors contacter les auteurs).
- Si vous supprimez le contenu mis en cause (vous pouvez préalablement contacter les auteurs),

argumentez précisément cette suppression dans la page de discussion
(un manque de référence n'est pas un argument ; une recherche réelle de référence doit avoir été effectuée, être formellement documentée).
 (avril 2020).
Si vous disposez d'ouvrages ou d'articles de référence ou si vous connaissez des sites web de qualité traitant du thème abordé ici, merci de compléter l'article en donnant les références utiles à sa vérifiabilité et en les liant à la section « Notes et références ».
Pour les articles homonymes, voir Amandine Malabul (homonymie).
Amandine Malabul (The Worst Witch) est une série de livres écrite et illustrée par l’auteure Jill Murphy (en). La série appartient au genre fantasy et est composée de huit tomes. Le premier, Amandine Malabul, sorcière maladroite, est publié en 1974 par Allison & Busby et le plus récent, Premier prix pour Amandine Malabul (First Prize for the Worst Witch), a été publié en 2018 par Puffin Books (en), l'actuel éditeur britannique de la série. Les livres font partie des titres les plus populaires de la collection Young Puffin et ont été vendus à plus de 5 millions de copies. Elle a également été adaptée en téléfilm et en série télévisée. 
La série est éditée pour la première fois en français par les éditions Gallimard Jeunesse en 1990 avec la sortie du premier tome sous le titre : Amandine Malabul, sorcière maladroite.

## Synopsis
Amandine Malabul (« Mildred Hubble » dans la version originale) est une jeune sorcière qui étudie à l'Académie pour sorcières de Mlle Joliedodue. Maladroite et malchanceuse, elle est considérée comme la « pire sorcière » qui soit.

## Livres

### Amandine Malabul, sorcière maladroite(1974)
L'auteure crée le personnage d'Amandine Malabul et la première version du roman alors qu'elle n'a que 15 ans. À 17 ans, elle reprend son histoire et tente de la faire éditer. Le livre Amandine Malabul, sorcière maladroite (The Worst Witch en anglais) sera finalement publié pour la première fois en 1974 par Allison & Busby après avoir été refusé par trois autres éditeurs,,. Il est publié en français en 1990 par Gallimard Jeunesse dans sa collection « Folio cadet »  (ISBN 2-07-031208-9).
Le roman commence avec Amandine Malabul et sa meilleure amie Paméla parlant de la cérémonie à venir où toutes les premières années recevront leurs propres chats noirs avec lesquels elles apprendront à monter sur leurs balais. Mlle Bâtonsec (leur maîtresse de forme extrêmement stricte et également la directrice adjointe) les attrape et renvoie Paméla dans sa propre chambre. Lors de la réception des chatons noirs, Amandine est la dernière dans la file d'attente et reçoit, non pas un chaton noir élégant comme les autres filles, mais un chat tigré (qu'elle nomme Petitpas). Lorsqu’elle essaie de faire asseoir Petitpas sur son balai, il continue de tomber sans même essayer de s'accrocher. Après avoir perdu patience, Amandine met Petitpas dans sa sacoche mais Mlle Joliedodue désapprouve et Amandine doit s'arrêter. Après avoir vu la confrontation entre Amandine et Mlle Bâtonsec, une sorcière assez béate appelée Octavie Pâtafiel (pour qui tout va bien) taquine Amandine à ce sujet. Après l'avoir avertie d'une transformation de grenouille, Octavie incite Amandine à la transformer en grenouille, mais Amandine perd son sang-froid et la transforme accidentellement en porc à la place. Amandine emmène rapidement le cochon Octavie à la bibliothèque où elle lui redonne sa forme humaine.
Dans le chapitre suivant, Amandine et Paméla préparent une potion rieuse. Ils ajoutent le potamot en le confondant avec l'un des ingrédients mais font une potion d'invisibilité à la place. Dans le chapitre suivant, les filles s'entraînent pour un présentoir à balai pour Halloween. Pendant cela, Mlle Bâtonsec remarque le balai cassé d'Amandine (elle l'a cassé lors de son deuxième jour à l'académie après être tombée par-dessus une clôture et s'écraser dans des poubelles). Octavie prête à Amandine son balai de rechange mais met un jinx (malédiction) sur le balai pour se venger d'Amandine pour la transformation du porc. Pendant le festival d'Halloween, le balai prêté d'Amandine commence à se balancer et à se secouer dangereusement.
Havoc éclate alors que ce balai en forme de bronco rebondit fait que toutes les filles tombent de leur balais. Octavie est la seule à atterrir en toute sécurité sur deux pieds. Mlle Joliedodue, Mlle Bâtonsec et le magicien en chef accusent avec colère Amandine d'avoir ruiné l'affichage et Amandine est prêt pour une entrevue avec Mlle Joliedodue et Mlle Bâtonsec le lendemain matin. Amandine, craignant d'être expulsé une fois l'entretien terminé, décide de s'enfuir avec Petitpas. En se promenant dans les forêts entourant l'académie, Amandine entend des voix à travers les arbres et tombe sur un groupe de sorcières dirigé par une sorcière qui ressemble à Mlle Joliedodue que le groupe appelle Salmonella Joliedodue.
Après avoir entendu leur complot visant à transformer tous les enseignants et élèves de l'académie en grenouille Amandine, terrorisé, transforme Salmonella et le reste du clan en escargots. Amandine emballe les escargots dans les boîtes en carton qui étaient destinées aux grenouilles et aux grenouilles et les ramène à l'académie. Miss Joliedodue révèle que la scie Salmonella Amandine est en fait la sœur jumelle identique de Mille Joliedodue qui est l'opposé polaire d'elle. Ils transforment Salmonella et le reste du clan en humains et l'interview d'Amandine est annulée. Amandine est recommandée comme une héroïne au reste de l'académie.

### Amandine Malabul, la sorcière a des ennuis(1980)
Le deuxième tome, Amandine Malabul, la sorcière a des ennuis (The Worst Witch Strikes Again), est publié en 1980 par Allison & Busby et présente un nouveau personnage : Isabelle Trompelamort (« Enid Nightshade » en anglais). Il sort en français en 1990, toujours chez Gallimard Jeunesse  (ISBN 2-07-031228-3).
Amandine Malabul retourne à l'Académie Joliedodue pour Sorcières pour le trimestre d'été de sa première année. Lorsque Mlle Bâtonsec les accueille à nouveau, elle leur présente une nouvelle fille d'une autre académie de sorcières, Isabelle Trompelamort. Isabelle Trompelamort est décrite comme ayant « des cheveux de la couleur du thé laiteux » qui sont enroulés en une tresse épaisse et, bien qu'elle ne soit pas grosse, « il semblait y en avoir énormément ».
Au grand dam et à la déception de Mlle Bâtonsec, Mlle Joliedodue a fait confiance à Amandine pour s'occuper d'Isabelle et l'aider à s'installer. Le lendemain matin, Paméla se glisse dans la chambre d'Amandine pour discuter avec elle à propos d'Isabelle. Paméla découvre que Amandine et Isabelle feront les choses que Paméla et Amandine font normalement ensemble (par exemple, aller à l'assemblage ensemble et faire des détours au gymnase et aux laboratoires). Paméla confond Amandine avec Isabelle pour une amitié croissante et devient de plus en plus jalouse. Pensant qu'Amandine la remplace par Isabelle en tant que nouvelle meilleure amie, Paméla s'envole de colère. Après que la cloche du matin a sonné, Amandine se rend dans la chambre d’Isabelle pour commencer à lui faire visiter l'académie, pour découvrir qu'Isabelle a introduit un singe en contrebande dans l'école avec elle. Lors de l'assemblée qui suit, Mlle Joliedodue annonce sa fête d'anniversaire, au grand dam de l'ennui et de la réticence des élèves (l'anniversaire de Mlle Joliedodue est la fête la plus ennuyeuse de l'année).
Au cours d'une leçon de chant avec Mlle Chauve-Roussis après l'assemblage, Isabelle chante délibérément maladroitement et désaccordé, faisant éclater Amandine (et Paméla, mais elle a réussi à le garder) dans des éclats de rire hystérique. Amandine a des ennuis avec Mlle Chauve-Roussis, qui l'envoie au bureau de Mlle Joliedodue. En montant dans sa chambre, Amandine décide de vérifier le singe gris dans la chambre d'Isabelle. Mais dès que la porte est ouverte, le singe s'échappe. En le poursuivant dans les escaliers, Amandine tombe sur Mlle Bâtonsec. Après avoir aperçu le singe au sommet de l'une des tours du château, Amandine saute sur son balai et dérange un cours de gym avec Mlle Dumollet. Mlle Bâtonsec transforme le singe dans sa forme originale, un chat noir à régulation normale.
Isabelle révèle secrètement à Amandine qu'elle a transformé le chat en singe pour le plaisir. Après l'incident du singe Amandine commence à voir Paméla bras dessus bras dessous avec la snob, vindicatif et coincée Octavie Pâtafiel, au grand désespoir d'Amandine. De plus, comme un peu de divertissement, nous découvrons qu'Isabelle a des vêtements trop grands pour elle (comme une paire de shorts de sport qui se mettent sous ses bras) pour lui donner plus d'espace de croissance. Lorsque la Journée du sport arrive, Amandine et Isabelle deviennent partenaires. Cynique et pessimiste envers le fait qu'elle et Amandine gagneront l'un des sports, Isabelle décide d'essayer quelques sorts sur certains d'entre eux.
Lorsque les deux filles se présentent au concours de saut à la perche, Amandine saute haut dans les airs et atterrit dans le bureau de Mlle Bâtonsec via la fenêtre (Isabelle a essayé un sort sur le poteau d'Amandine). Amandine gâche un thé à la crème que Mlle Bâtonsec s'était préparé à la fin de la Journée sportive. Quelques instants plus tard, Mlle Joliedodue, Mlle Bâtonsec et Mlle Dumollet arrivent et Mlle Joliedodue dit avec colère que s'il y a plus d'ennuis d'Amandine ce terme, elle sera expulsée. Déterminé à éviter l'expulsion pour le reste du mandat, Amandine refuse et refuse toutes les audacieuses demandes et suggestions d'Isabelle. Pour l'assemblée de fin de mandat / la surprise d'anniversaire de Mlle Joliedodue, un chat est prévu.
Isabelle décide que ça va être ennuyeux et suggère à Amandine de l'ignorer. Cependant, Isabelle se cache dans une armoire de magasin et tire Amandine avec elle. Une Octavie Pâtafiel sournoise verrouille la porte derrière eux et Paméla rompt instantanément son amitié avec elle à cause de ses méfaits. À l'intérieur du placard, les deux filles trouvent un vieux manche à balai qu'elles utilisent pour voler par une fenêtre à fente qui mène à la salle d’assemblée. Les deux exécutent une performance de manche à balai incroyable et surprenante et améliorent le discours de Paméla. La performance est largement louée et admirée par Mlle Joliedodue. Paméla et Isabelle deviennent amis et Amandine et Paméla se réconcilient.

### Amandine Malabul, la sorcière ensorcelée(1982)
Le troisième tome, Amandine Malabul, la sorcière ensorcelée (A Bad Spell for the Worst Witch), est publié en 1982 en anglais et en 1994 en français  (ISBN 2-07-058483-6).

### Amandine Malabul, la sorcière a peur de l’eau(1993)
Le quatrième tome, Amandine Malabul, la sorcière a peur de l’eau (The Worst Witch All at Sea), est publié en 1993 en anglais et en 1995 en français (ISBN 2-07-058696-0). C'est le seul livre qui ne se déroule pas à l'Académie. Les héroïnes sont à la mer.

### Amandine Malabul, la sorcière et la fourmi(2005)
Le cinquième tome, Amandine Malabul, la sorcière et la fourmi (The Worst Witch Saves the Day), est publié en 2005 en anglais et en 2006 en français (ISBN 2-07-057569-1). 

### Amandine Malabul, la sorcière à la rescousse(2007)
Le sixième tome, Amandine Malabul, la sorcière à la rescousse (The Worst Witch to the Rescue), est publié en 2007 en anglais et en 2008 en français.

### Amandine Malabul, la sorcière et sa bonne étoile(2013)
Le septième tome, Amandine Malabul, la sorcière et sa bonne étoile (The Worst Witch and the Wishing Star), est publié en octobre 2013 en anglais et en 2014 en français  (ISBN 978-2-0706-5836-7).

### Premier prix pour Amandine Malabul(2018)
Le huitième tome, Premier Prix pour Amandine Malabul (First Prize for the Worst Witch), est publié en 2018 en anglais et en 2019 en français  (ISBN 978-2-0751-2371-6).

## Personnages

### Amandine Malabul
Amandine « Mandie » Malabul est le protagoniste de la série. C'est une jeune sorcière de bon cœur, mais maladroite, qui ne semble jamais rien réussir. Elle est amie avec Paméla Ducharme et Isabelle Trompelamort et a une forte rivalité avec Octavie Pâtafiel. C'est Mlle Bâtonsec, son professeur de potions, qui l'appelle  « La pire sorcière ».
Les illustrations de Jill Murphy montrent qu'elle est grande, avec de longues tresses brunes. Certaines illustrations montrent qu'elle échoue fréquemment à attacher ses lacets de chaussure et ceux de couleur que sa ceinture uniforme est rouge. Selon l'auteure, l'apparence de Amandine est basée sur sa propre apparence d'adolescente. Elle se souvient: "Amandine est basé sur moi quand j'ai eu des tresses si longtemps que je pouvais m'asseoir dessus!".

### Paméla Ducharme
Paméla Ducharme est la meilleure amie d'Amandine et la déléguée de classe de la première année. Octavie Pâtafiel semble également rivaliser avec elle. Elle est farouchement fidèle à Amandine et l'assiste dans la plupart de ses aventures, souvent contre son meilleur jugement. Paméla est une personne décente et prévenante, mais elle se lasse de la maladresse incessante d'Amandine et lui fait souvent des leçons sur la façon de s'améliorer. Ironiquement, Paméla n'est pas une élève parfaite, car elle est également responsable d'une potion rieuse qui ne va pas, car elle et Amandine ne savaient pas comment en préparer une.
Les illustrations de l'auteur montrent qu'elle est une petite fille dodue avec de larges lunettes qui porte toujours ses cheveux en grappes. Les illustrations en couleur révèlent qu'elle est blonde et que sa ceinture uniforme est jaune. Selon l'auteur, Paméla est basée sur sa meilleure amie adolescente, une fille appelée Elizabeth.

### Octavie Pâtafiel
Octavie Pâtafiel est la rivale d'Amandine. Elle réussit très bien en classe, vient d'une famille de sorcières de premier plan et donne l'impression d'être une étudiante modèle. Cependant, elle est gâtée, snob et vindicative bien qu'elle soit capable d'activer le charme et d'agir douce et innocente lorsque les enseignants sont à proximité, jouant le rôle d'une victime avec Amandine comme intimidateur. Jusqu'à Amandine Malabul, la sorcière à la rescousse , elle est l'élève préférée de Mlle Bâtonsec, cependant, dans le même livre, elle est exposée comme une tricheuse et une menteuse, et doit donc regarder son pas de peur qu'elle n'encourage la colère de son professeur.
Les illustrations du livre montrent qu'elle est une jeune fille grande, maigre et au visage acéré. Ses cheveux sont brun souris et sa ceinture uniforme est violette.
Dans le premier livre de la série, il est révélé sans explication qu'Octavie et Amandine étaient ennemis avant l'histoire. Octavie prend plaisir à narguer Amandine à propos de son incapacité à entraîner son chat à monter sur un balai, et Amandine répond en la transformant en cochon. À partir de ce moment, Amandine et Octavie se ressentent mutuellement, et Octavie jure de faire expulser Amandine. Jusqu'à présent, elle n'a pas réussi. Dans les cinq premiers livres, elle semble n'avoir aucun ami, bien que sa jeune sœur, Nathalène, fasse une apparition dans Amandine Malabul, la sorcière ensorcelée. Une amie d'Octavie, Drusilla, fait une brève apparition dans Amandine Malabul, la sorcière a peur de l'eau et joue plus tard un rôle plus important dans Amandine Malabul, la sorcière à la rescousse, où elle cache la tortue d'Amandine dans un arbre. Octavie est l'ennemi juré d'Amandine.

### Isabelle Tromplamort
Une autre des amies les plus proches d'Amandine. Elle fait ses débuts dans Amandine Malabul, la sorcière a des ennuis après avoir été transférée à l'académie Joliedodue et Amandine est chargée de s'occuper d'elle, au grand dam de Mlle Bâtonsec. Au début, Amandine pense qu'Isabelle sera simplement une nuisance et une douleur, mais elle se révèle être un farceur pratique. Ses tentatives pour faire d'Amandine comme elle ne font que provoquer des ennuis à Amandine, par exemple, transformer son chat en singe et enchanter un poteau de saut qui catapulte Amandine dans les airs et dans le bureau de Mlle Bâtonsec.
Isabelle est grande, bien construite et plutôt musclée pour une fille. Elle a de gros membres et des cheveux blonds, généralement en une longue tresse. Dans la série télévisée, elle est petite et à des cheveux noirs. Elle aime instantanément Amandine et espère devenir son amie, ce qui implique qu'elle n'est pas une fille de jugement. Dans l'ensemble, elle est sympathique et généreuse, mais dépasse parfois la marque dans sa tentative de se lier d'amitié et d'aider les gens, et d'être gentille. En plus d'Amandine elle-même, Isabelle est considérée comme la deuxième pire sorcière de l'Académie, car elle aussi est sans espoir en ce qui concerne le balai et la magie.

## Postérité

### Influence
Des critiques ont fait le rapprochement entre la série Harry Potter, écrite entre 1997 et 2007, et Amandine Malabul, notamment au niveau de l'environnement et de certains personnages,,,. Jill Murphy a par ailleurs commenté sa frustration devant les comparaisons constantes entre son travail et la série de J. K. Rowling,. De son côté, cette dernière n'a jamais évoqué cette influence possible.

### Adaptations

#### Téléfilm
En 1986, le premier livre est adapté en téléfilm sur ITV au Royaume-Uni. En France, le téléfilm est sorti en VHS en 1990 puis diffusé le 26 février 1993 sur Canal J. Le téléfilm se nomme Les Apprenties Sorcières.

#### Séries télévisées

##### Amandine Malabul(1998 - 2001)
Amandine Malabul (The Worst Witch), est une série télévisée basée sur les livres du même nom. Composée de 53 épisodes, elle a été diffusée entre le 22 octobre 1998 et le 26 janvier 2001 sur CITV au Royaume-Uni. En France, la série a été diffusée en août 2001 sur Canal J. Au Québec, elle a été diffusée à partir du 10 septembre 1999 à la Télévision de Radio-Canada et en Ontario, sur TFO. Les trois saisons sont une adaptation des quatre premiers volumes de la série. La quatrième saison est en réalité un spin-off mais est considérée comme la saison 4 dans certains pays.

##### Amandine Malabul, sorcière maladroite(2017 - )
Amandine Malabul, sorcière maladroite (The Worst Witch) est une série télévisée britannico-allemande adaptée de la série de romans de Jill Murphy,. Débutée en 2017 et diffusée sur Netflix, elle met notamment en vedette Bella Ramsey dans le rôle d'Amandine Malabul, ainsi que Clare Higgins (Mademoiselle Jollidodue) et Raquel Cassidy (Mademoiselle Bâtonsec). En 2020, la série comporte quatre saisons de treize épisodes.